# Задача Аполлония
Зада́ча Аполло́ния — построить с помощью циркуля и линейки окружность, касающуюся трёх данных окружностей.
Задача решается с помощью применения двух операций: инверсии и перехода к концентрическим окружностям.

## История
По легенде, задача сформулирована Аполлонием Пергским примерно в 220 г. до н. э. в книге «Касания» под псевдонимом Эпафай (Ἐπαφαί=Epaphaí. «Tangencies»), которая была потеряна, но была восстановлена в 1600 году Франсуа Виетом, «галльским Аполлонием», как его называли современники. Работа была упомянута Паппом Александрийским в IV веке.
В 1816 году Ж. Жергонн дал изящное решение задачи Аполлония.
В современных системах компьютерной математики есть специальные операторы для решения этой задачи. В Maple это — оператор Apollonius из пакета geometry.

## Примечание
В своём сочинении «Касания» Аполлоний имел в виду три окружности касательной геометрии, то есть окружности с радиусом от 0 (точка) до бесконечности (прямая). Таким образом, для задачи Аполлония существует 10 глобальных случаев:
1. построить с помощью циркуля и линейки окружность, касающуюся трёх точек.
Решение: Соединим эти точки. Проведём к получившимся отрезкам серединные перпендикуляры. Они пересекутся в одной точке. Эта точка — центр искомой окружности.
2. построить с помощью циркуля и линейки окружность, касающуюся двух точек (далее Α и Β) и прямой (далее а). Сначала проведём прямую ΑΒ.
Решение:
  1. Если АВ не параллельна а, то найдём их пересечение С. Построим среднее геометрическое отрезков ΑС и ΒС. Отложим равные ему отрезки СΚ и CK' на прямой а. Окружности, описанные около ΔΑΒΚ  и  ΔΑΒΚ' — искомые.
  2. Если ΑΒ||а, то проведём серединный перпендикуляр к отрезку ΑΒ и отметим точку Κ его пересечения с прямой a. Окружность, описанная около ΔΑΒΚ — искомая.
3. построить с помощью циркуля и линейки окружность, касающуюся точки и двух прямых.
Решение:
  1. Если прямые не параллельны, то возьмём точку их пересечения. Назовём угол между этими прямыми α. Соединим точку пересечения прямых с заданной точкой Μ. Назовём получившийся отрезок а. Впишем в угол α произвольную окружность, которая пересечёт а, и отметим её центр Ο и точку пересечения с а (каждая даст своё решение) Α. Проведём прямую ΑΟ. Проведём параллельную ей прямую через Μ и биссектрису угла α. Их пересечение будет центром искомой окружности.
  2. Если прямые параллельны, построим прямую ΑΒ (Α и Β — точки пересечения с заданными прямыми), перпендикулярную им. Проведём к отрезку ΑΒ серединный перпендикуляр b. Проведём окружность с центром в заданной точке и радиусом, равным половине ΑΒ. Её пересечение с b будет центром искомой окружности.
4. построить с помощью циркуля и линейки окружность, касающуюся трёх прямых.
Решение:
  1. Если среди них нет параллельных, то отметим точки их пересечения Α, Β и С. Окружность, вписанная в ΔΑΒС — искомая.
  2. Если только 2 прямые параллельны, то единственная точка пересечения биссектрис углов, образованных параллельными прямыми и третьей прямой, будет центром искомой окружности.
  3. Если все три прямые параллельны друг другу, то окружности не существует.
5. построить с помощью циркуля и линейки окружность, касающуюся двух точек (далее Α и Β) и окружности (далее ω).
  1. Если А и В не лежат на ω, то проведём окружность Ω, содержащую точки А и В и имеющую с ω общие точки. Проведём радикальную ось Ω и ω и пересечём её с АВ. Проведём из точки пересечения касательную к ω и отметим точку касания Κ. Опишем окружность около ΔΑΒΚ. Она — искомая. Каждая касательная даст своё решение.
  2. Если только А лежит на ω, то проведём касательную к ω в точке А и построим точку В', симметричную В относительно А. Далее проведём окружность через А, В и точку, симметричную В' относительно проведённой касательной. Она будет искомой. Если В лежит на касательной, то такой окружности не существует. Если ВА перпендикулярен касательной, то искомая окружность — окружность с диаметром АВ.
  3. Если А и В лежат на ω, ω — искомая.
6. построить с помощью циркуля и линейки окружность, касающуюся точки и двух окружностей.
7. построить с помощью циркуля и линейки окружность, касающуюся двух прямых и окружности.
8. построить с помощью циркуля и линейки окружность, касающуюся прямой и двух окружностей.
9. построить с помощью циркуля и линейки окружность, касающуюся точки, прямой и окружности.
10. построить с помощью циркуля и линейки окружность, касающуюся трёх окружностей.

## О решениях
- Наиболее известно решение основанное на применении инверсии.